# Liste der Naturschutzgebiete in Wiesbaden
In der hessischen Stadt Wiesbaden gibt es neun Naturschutzgebiete. Der Großteil der restlichen unbebauten Flächen ist Teil des Landschaftsschutzgebietes Stadt Wiesbaden.
| Name                                                   | Bild | Kennung                 | Einzelheiten                                                                                                | Position | Fläche Hektar | Datum |
| ------------------------------------------------------ | ---- | ----------------------- | --- | -------- | ------------- | ----- |
| Rettbergsaue bei Wiesbaden                             |      | 1414001 WDPA: 82397     | Insel im Rhein, zugleich FFH-Gebiet Kartendarstellung bei Openstreetmap                                     | ⊙        | 80,87         | 1978  |
| Rabengrund von Wiesbaden                               |      | 1414002 WDPA: 165071    | Naherholungsgebiet und FFH-Gebiet Kartendarstellung bei Openstreetmap                                       | ⊙        | 79,27         | 1988  |
| Wickerbachtal bei Kloppenheim                          |      | 1414003 WDPA: 166282    | Wiesental zwischen Medenbach und Kloppenheim Kartendarstellung bei Openstreetmap                            | ⊙        | 10,28         | 1992  |
| Sommerberg bei Frauenstein                             |      | 1414005 WDPA: 165594    | gelegen unterhalb von Schloss Sommerberg, Vorkommen der Äskulapnatter Kartendarstellung bei OpenStreetMap   | ⊙        | 26,18         | 1992  |
| Prügelwiesen bei Wiesbaden in Breckenheim              |      | 1414006 WDPA: 165049    | Kalkflachmoor und Seggenried sowie Feucht- und Nasswiesen Kartendarstellung bei Openstreetmap               | ⊙        | 8,21          | 1994  |
| Hangwiesen Aussicht/Lerchenberg in Wiesbaden-Bierstadt |      | 1414007 WDPA: 555737194 | Hangwiesen bei Wiesbaden-Bierstadt, früher als Segelfluggelände genutzt Kartendarstellung bei Openstreetmap | ⊙        | 4,47          | 2021  |
| Wehener Wand und Rentmauer Wiesbaden                   | BW   | 1414008                 | durch ältere Buchenbestände geprägter Laubmischwald Kartendarstellung bei Openstreetmap                     | ⊙        | 149,49        | 2023  |
| Legende für Naturschutzgebiet                          |      |                         | |          |               |       |

## Teilflächen
Zwei Naturschutzgebiete liegen nur mit Teilen ihrer Fläche in der Stadt Wiesbaden.
| Name                          | Bild | Kennung              | Kreis                            | Einzelheiten | Position | Fläche Hektar | Datum |
| ----------------------------- | ---- | -------------------- | -------------------------------- | --- | -------- | ------------- | ----- |
| Theißtal von Niedernhausen    |      | 1439029 WDPA: 165875 | Rheingau-Taunus-Kreis, Wiesbaden | ist per Kennung 1439xxx dem Rheingau-Taunus-Kreis zugeordnet, siehe Liste der Naturschutzgebiete im Rheingau-Taunus-Kreis Kartendarstellung bei Openstreetmap | ⊙        | 52,65         | 1992  |
| Niederwallufer Bucht          |      | 1439041 WDPA: 318853 | Rheingau-Taunus-Kreis, Wiesbaden | ist per Kennung 1439xxx dem Rheingau-Taunus-Kreis zugeordnet, siehe Liste der Naturschutzgebiete im Rheingau-Taunus-Kreis Kartendarstellung bei Openstreetmap | ⊙        | 12,97         | 2000  |
| Legende für Naturschutzgebiet |      |                      |                                  | |          |               |       |